# Vol 7908 de Caspian Airlines
El vol 7908 de Caspian Airlines fou un vol internacional entre l'Aeroport Internacional Imam Khomeini de Teheran (Iran) i l'Aeroport Internacional de Zvartnots, d'Erevan (Armènia), que va sofrir un accident el 15 de juliol de 2009. L'avió, un Túpolev Tu-154, matriculat EP-CPG (primer vol el 1987) es va estavellar al nord de l'Iran, als 16 minuts del seu enlairament.